# Legión Portuguesa
La Legión Portuguesa (en portugués: Legião Portuguesa, abreviado LP) fue una organización portuguesa de carácter paramilitar creada por la dictadura salazarista el 15 de septiembre de 1936.

## Historia
La Legión Portuguesa era una milicia que dependía de los Ministerios del Interior y de Defensa. Su objetivo era "defender el patrimonio espiritual" y "combatir la amenaza comunista y el anarquismo". Durante la Segunda Guerra Mundial, la Legión Portuguesa fue la única organización oficial portuguesa que adoptó y defendió abiertamente las intenciones de Hitler para Europa. Durante los años de la guerra civil española y la Segunda Guerra Mundial, la Legião Portuguesa tenía más de 20.000 miembros. Después de 1945 fueron muchos los que pensaron que la Legión debía ser disuelta, pero ocurrió todo lo contrario: se mantuvo y fue convertida en una especie de Guardia territorial.
A partir de entonces, la Legión Portuguesa recibió la misión de coordinar la defensa civil del territorio. Esa misión se mantuvo incluso después del fin de la guerra y, sobre todo, a partir de la entrada de Portugal en la OTAN, y acabó por convertirse en la principal función de la LP.
En las décadas de los 50 y 60, su acción policial se caracterizó por la colaboración con la PIDE en la represión de las fuerzas de la oposición, para lo cual contribuyó en su Servicio de Informaciones y en su vasta red de informadores. Fue también utilizada como fuerza de choque en la represión de manifestantes y de instituciones consideradas contrarias al régimen.
Fue disuelta tras la Revolución de los Claveles que derribó a la Dictadura salazarista, en 1974.